# Zingure
Zingure är ett periodiskt vattendrag i Burundi.   Det ligger i provinsen Makamba, i den södra delen av landet, 110 kilometer söder om huvudstaden Bujumbura.
Omgivningarna runt Zingure är en mosaik av jordbruksmark och naturlig växtlighet. Runt Zingure är det ganska tätbefolkat, med 214 invånare per kvadratkilometer.